# Jonas Schoen
Jonas Schoen (* 10. Oktober 1969 in Hamburg) ist ein deutscher Jazzmusiker (Saxophonist, Komponist). Er wirkt als Professor für Komposition und Saxophon an der Hochschule für Musik, Theater und Medien Hannover.

## Leben und Wirken
Schoen lernte als Kind Violine und Klavier; mit 14 Jahren begann er, Saxophon zu spielen. Erste Banderfahrungen sammelte er in Schulbands und als Austauschschüler in den USA, wo er in verschiedenen  Marching Bands und Jazzbands aktiv war. Ab dem Alter von 16 Jahren spielte er in Hamburger Jazzclubs. Er studierte an der Hochschule für Musik und Darstellende Kunst Hamburg bei Herb Geller und Dieter Glawischnig.
Nach seinem Studium gründete er das Jonas Schoen Sextett und zog 2000 nach Berlin. 2003 wurde er Professor an der Hochschule für Musik und Theater Hannover. In seinem Quartett spielt er zusammen mit Heinz Lichius, Buggy Braune und Pepe Berns. Auf seinem eigenen Label Schoener Hören Music veröffentlichte das Quartett vier Alben. 2004 begann er Bandoneón zu lernen, welches er auf dem Album Travesía und im Jonas Schoen Quartett mit Sandra Hempel (Gitarre) und Friedrich Paravicini (Cello) spielte.
Schoen schrieb Filmmusiken und arbeitete als Gastdirigent bei der hr-Bigband und der NDR Bigband. Er leitete auch das Berliner Jugend Jazz Orchestra. Er war Mitglied der Orchester der Theaterproduktionen unter der Leitung von Robert Wilson am Berliner Ensemble, sowie bei Aufführungen von Leonce und Lena (Musik von Herbert Grönemeyer) und der Dreigroschenoper. Als Begleitmusiker wirkte Schoen außerdem bei Aufnahmen von Marc Muellbauers Kaleidoscope, Sarah Kaiser, Ulita Knaus, Uli Kringler, Lonnie Liston Smith (Transformation) und der Weather Girls (Putting On The Hits) mit.

## Auszeichnungen
- Best Jazz Soloist Award, Strawberry Festival in Washington D.C. 1984
- Hausmann Musikwettbewerb HfMdK Hamburg, 1991 und 1992
- Finalist European Jazz Competition 1992, 1993, 1997
- Bigband Kompositionswettbewerb LMR Berlin und GEMA-Stiftung 1998
- CD neindo nominiert für die Liste zum Preis der Deutschen Schallplattenkritik 2000
- Kompositionsstipendium Berliner Senatsverwaltung für Wissenschaft, Forschung und Kultur 2001

## Diskographische Hinweise
- Jonas Schoen & Marc Secaras Berlin Jazz Orchestra: Crosscurrent (2022)[1]
- Jonas Schoen/Steve Swallow: Agnostic Chant Book (2012)
- Jonas Schoen/hr-Bigband: Music for Bigband vol.1 (2008)
- Travesía - tango film score ... for jazz band (2007)
- Five and Fortunes (2004)
- My Middle Name (2002)
- Schumann/Schoen/Doctor: To This Day
- Neindo (1999)
- Mixed Up (1997)
- Somewhere in Between (1992)

## Filmmusik
- 1994: Die mit dem Bauch tanzt – Kurzfilm von Miko Zeuschner (Filmbüro Hamburg)
- 1996: Jeden Tag Weihnachten – Kurzfilm von Miko Zeuschner (Filmbüro Hamburg) mit Hugo Diaz, bandoneon
- 1999: Wolffs Revier (Folge: Blutsbrüder) (SAT.1)
- 1999: Tatort – Todesangst
- Arrangeur und Solist bei der Filmmusik zu Bibi Blocksberg erster und zweiter Teil